# Johann von Marenholz
Johann von Marenholz (Marenholtz, Marenholt) (* 1617 Gut Wichte bei Berum (?); † 21. Juli 1651 in Wittmund) war ostfriesischer Regierungs- und Geheimer Rat sowie Drost von Berum. Er war mit seiner Frau 1648 bis 1651 faktisch Regent der Grafschaft Ostfriesland und wurde anschließend hingerichtet.

## Herkunft
Die Familie Marenholtz stammt aus lüneburgischem Adel. Der Vater Eberhardt von Marenholz († 1. November 1633) ging nach Ostfriesland und heiratete dort 1602 Enna Aldringa von Nesse aus Wichte bei Berum. Aufgrund von Schulden musste die Familie 1604 das Gut Groß-Schwülper bei Braunschweig an Curd Asche von Marenholtz (1550–1607) verkaufen und lebte bis 1613 auf dem Gut Wichte. Die finanzielle Lage besserte sich jedoch nicht. Am 2. April 1613 bat Eberhardt von Marenholz in einem Schreiben an Herzog Friedrich von Braunschweig-Lüneburg um Unterstützung beim Domkapitel Bremen, damit er die beiden Meierhöfe in Arle und Rüschlage pachten könne. Er wurde dann aber oldenburgischer Vogt in Schwei in der Wesermarsch.

## Leben
Johann von Marenholz war der einzige Sohn der Verbindung. Er immatrikulierte sich im August 1637 zunächst an der Universität Rostock und am 6. März 1639 an der Universität Groningen. 1640 befand er sich in Paris und ging anschließend in ostfriesischen Dienst, wo er Hofmeister des Grafen Enno Ludwig wurde, der sich zur Ausbildung in Den Haag befand. In der Residenz der Grafen in Aurich traf Marenholz Elisabeth von Ungnad, seit 1632 Mätresse des Grafen Anton Günther von Oldenburg, mit dem sie bereits einen Sohn Anton I. von Aldenburg hatte. Nach der Heirat Anton Günthers 1635 war Elisabeth nach Ostfriesland zurückgekehrt. Dort war sie Hofdame der Juliane von Hessen-Darmstadt. Graf Ulrich II. entließ Marenholz als Hofmeister, der daraufhin den Posten als Drost von Berum erhielt (Bestallungsurkunde vom 27. Juli 1646). Im selben Jahr heiratete Marenholz Elisabeth von Ungnad. Der Dreißigjährige Krieg hatte das Land bereits ruiniert, als der Graf 1648 starb und Gräfin Juliane das Land für den minderjährigen Sohn Enno Ludwig regieren musste. Die Gräfin war allerdings an den Regierungsgeschäften wenig interessiert, und die Stände anerkannten ihre Regierung nicht. Enno Ludwig befand sich nach einiger Zeit der Anarchie in Wien. Er wurde vom Kaiser für volljährig erklärt und kehrte am 10. Mai 1651 nach Aurich zurück. Enno Ludwigs Zeitgenosse Ulrich von Werdum schrieb über ihn, dass er ein Fürst von schnellem Urteil war. Er ließ Johann von Marenholz wegen eines angeblichen Verhältnisses zu seiner Mutter verhaften und verurteilte ihn in einem auch für damalige Verhältnisse irregulären Prozess zum Tode.
Johann von Marenholz wurde am 21. Juli 1651 auf dem Saal der Burg in Wittmund mit dem Schwert enthauptet.
Seine Frau Elisabeth verklagte mit Hilfe ihres Bruders in Wien den Grafen vor dem Kaiser. 1652 wurde zunächst befohlen, den Leichnam zu exhumieren und ehrenvoll im mütterlichen Erbbegräbnis in der Kirche von Hage beizusetzen. 1655 endete der Prozess in einem Vergleich.